# Wierzchołówka borealna
Wierzchołówka borealna (Laphria ephippium) – gatunek muchówki z rodziny łowikowatych i podrodziny Laphriinae.

## Taksonomia
Gatunek ten opisany został po raz pierwszy w 1781 roku przez Johana Christiana Fabriciusa pod nazwą Asilus ephippium.

## Morfologia

### Owad dorosły
Muchówka o przysadzistym jak na przedstawiciela rodziny ciele długości od 15 do 20 mm. Ogólnym wyglądem upodobniona jest do trzmieli.
Głowa jest czarna z lekkim opyleniem koloru brunatnego. Sięgającą nasad czułków brodę (mystax) tworzą przemieszane włosy czarne i białe, przy czym u samicy liczba włosków jasnych w brodzie jest mniejsza niż u samca. Białe owłosienie występuje też u podstawy aparatu gębowego. Reszta głowy ma owłosienie czarne i żółtawe. Czułki mają pierwszy człon nie przekraczający długością dwukrotności członu drogiego, zaś człon trzeci maczugowaty, pozbawiony wyraźnego stylus antennalis, zamiast niego mający drobne sensorium osadzone w jamce.
Tułów jest czarny z brunatno opylonymi bokami. Owłosienie przedniej części śródplecza jest czarne, zaś tylnej jego części żółte i tworzy szeroką, poprzeczną przepaskę. Skrzydła mają wierzchołki z silnym przyciemnieniem brunatnego odcienia. Kolor przezmianek jest brunatny. Odnóża mają czarne szczecinki. Owłosienie ud jest czarne, ale w przypadku środkowej i tylnej pary odnóży występują na ich spodzie kępki włosków białych. Golenie porastają dłuższe włoski koloru rudego i krótsze koloru czarnego. Włoski na stopach są jasnorude.
Odwłok jest w całości czarny, porośnięty włoskami czarnymi i brązowymi.

### Larwa
Larwa ma odwłok o szczątkowych brodawkach bocznych, zwieńczony wąskim, ostrym i odgiętym ku górze kolcem terminalnym oraz małą płytką terminalną, której to boczne wyrostki są na wierzchołkach zaokrąglone.

## Ekologia i występowanie
Owad ten zamieszkuje lasy borealne oraz liściaste lasy podgórskie i górskie, zawsze z udziałem buka. Drapieżne larwy są saproksyliczne i rozwijają się martwym drewnie buków, gdzie polują na inne owady. Owady dorosłe latają od maja do końca sierpnia ze szczytem aktywności na przełomie czerwca i lipca. Również są drapieżne i obserwuje się czatujące na naświetlonych pniach.
Gatunek palearktyczny, europejski. Znany jest z północno-wschodniej Hiszpanii, 
Francji, Belgii, Holandii, Niemiec, Szwajcarii, Austrii, Włoch, Danii, Szwecji, Norwegii, Finlandii, Polski, Czech, Słowacji, Węgier, Rumunii, Bułgarii, Serbii, Czarnogóry, Albanii, Ukrainy i europejskiej części Rosji. Na północ sięga do 60–61 °N. W Polsce jest gatunkiem rzadkim; występuje głównie w Puszczy Białowieskiej i Karpatach, w tym w Bieszczadach.